# Wonder Woman (film, 2017)
Wonder Woman je americký akční film z roku 2017 režisérky Patty Jenkins, natočený na motivy komiksů z vydavatelství DC Comics o superhrdince Wonder Woman. Jako amazonská princezna Diana se dozví o probíhající první světové válce a rozhodne se ji zastavit. V titulní roli se představila Gal Gadotová. Jedná se o čtvrtý snímek filmové série DC Extended Universe.
Film měl slavnostní premiéru v Šanghaji 15. května 2017, do amerických kin byl uveden 2. června toho roku. V České republice je promítán od 1. června 2017.

## Obsazení
| Gal Gadotová       | princezna Diana / Wonder Woman |
| Chris Pine         | Steve Trevor                   |
| Robin Wright       | generál Antiope                |
| Danny Huston       | generál Erich Ludendorff       |
| David Thewlis      | Ares                           |
| Connie Nielsen     | královna Hippolyta             |
| Elena Anaya        | Isabel Maru / doktor Poison    |
| Lucy Davis         | Etta Candy                     |
| Saïd Taghmaoui     | Sameer                         |
| Ewen Bremner       | Charlie                        |
| Eugene Brave Rock  | Napi                           |
| Lisa Loven Kongsli | Menalippe                      |

## Přijetí

### Tržby
K 1. červenci 2017 film vydělal 330 milionů dolarů v Severní Americe a 335 milionů dolarů v ostatních oblastech, celkově tak vydělal přes 666 milionů dolarů po celém světě. Rozpočet filmu činil 149 milionů dolarů. V Severní Americe byl oficiálně uveden 2. června 2017. Za páteční premiéru v 4 165 kinech vydělala 38,7 milionů dolarů, stal se tak nejvýdělečnějším filmem za jediný den, který režírovala žena. Celkově snímek vydělal 103,3 milionů dolarů za první promítací víkend.

### Recenze
Film získal pozitivní recenze od kritiků. Na recenzní stránce Rotten Tomatoes získal z 310 započtených recenzí 92 procent s průměrným ratingem 7,5 bodů z deseti. Na serveru Metacritic snímek získal z 50 recenzí 76 bodů ze sta. Na Česko-Slovenské filmové databázi snímek získal 77%. 

### Ocenění a nominace
| Ocenění                                       | Datum ceremoniálu  | Kategorie                                         | Nominovaný                                                                       | Výsledek  |
| --------------------------------------------- | ------------------ | ------------------------------------------------- | -------------------------------------------------------------------------------- | --------- |
| AARP's Movies for Grownups Awards             | 5. února 2018      | Žebříček čtenářů                                  | Wonder Woman                                                                     | vítězství |
| Americký filmový institut                     | 5. ledna 2018      | Nejlepších deset filmů roku 2017                  | Wonder Woman                                                                     | vítězství |
| Art Directors Guild Awards                    | 27. ledna 2018     | Nejlepší výprava pro fantasy film                 | Aline Bonetto                                                                    | nominace  |
| Alliance of Women Film Journalists            | 9. ledna 2018      | Nejlepší režisérka                                | Patty Jenkins                                                                    | nominace  |
| Alliance of Women Film Journalists            | 9. ledna 2018      | Ocenění pro ženy ve filmovém průmyslu             | Patty Jenkins                                                                    | nominace  |
| Casting Society of America                    | 18. ledna 2018     | nejlepší casting velko-rozpočtového filmu – drama | Lora Kennedy, Kristy Carlson, Lucinda Syson, Jeanette Benzie                     | nominace  |
| Cena Saturn                                   | 27. června 2018    | Nejlepší komiksový film                           | Wonder Woman                                                                     | nominace  |
| Cena Saturn                                   | 27. června 2018    | Nejlepší režisér                                  | Patty Jenkins                                                                    | nominace  |
| Cena Saturn                                   | 27. června 2018    | Nejlepší scénář                                   | Allan Heinberg                                                                   | nominace  |
| Cena Saturn                                   | 27. června 2018    | Nejlepší herečka v hlavní roli                    | Gal Gadotová                                                                     | vítězství |
| Cena Saturn                                   | 27. června 2018    | Nejlepší herec ve vedlejší roli                   | Chris Pine                                                                       | nominace  |
| Cena Saturn                                   | 27. června 2018    | Nejlepší kostýmy                                  | Lindy Hemming                                                                    | nominace  |
| Cinema Audio Society Awards                   | 24. února 2018     | nejlepší mix zvuku ve filmu                       | Chris Munro, Chris Burdon, Gilbert Lake, Alan Meyerson, Nick Kray a Glen Gathard | nominace  |
| Cinema for Peace Awards                       | 19. února 2018     | nejcennější film roku 2017                        | Wonder Woman                                                                     | nominace  |
| Costume Designers Guild Awards                | 20. února 2018     | nejlepší kostýmy: fantasy film                    | Lindy Hemming                                                                    | vítězství |
| Critics' Choice Movie Awards                  | 11. ledna 2018     | Nejlepší kostýmy                                  | Lindy Hemming                                                                    | nominace  |
| Critics' Choice Movie Awards                  | 11. ledna 2018     | Nejlepší akční film                               | Wonder Woman                                                                     | vítězství |
| Critics' Choice Movie Awards                  | 11. ledna 2018     | Nejlepší vizuální efekty                          | Wonder Woman                                                                     | nominace  |
| Detroit Film Critics Society                  | 7. prosince 2017   | Objev roku                                        | Gal Gadotová                                                                     | nominace  |
| Dragon Awards                                 | 3. září 2017       | Nejlepší sci-fi/fantasy film                      | Wonder Woman                                                                     | vítězství |
| Dublin Film Critics' Circle                   | 13. prosince 2017  | Nejlepší režie                                    | Patty Jenkins                                                                    | 2. místo  |
| EDA Awards                                    | 9. ledna 2018      | Nejlepší režisérka                                | Patty Jenkins                                                                    | nominace  |
| EDA Awards                                    | 9. ledna 2018      | Úspěch pro ženu ve filmovém institutu             | Patty Jenkins                                                                    | nominace  |
| Empire Awards                                 | 18. března 2018    | Nejlepší herečka v hlavní roli                    | Gal Gadotová                                                                     | nominace  |
| Empire Awards                                 | 18. března 2018    | Nejlepší režie                                    | Patty Jenkins                                                                    | nominace  |
| Empire Awards                                 | 18. března 2018    | Nejlepší film                                     | Wonder Woman                                                                     | nominace  |
| Empire Awards                                 | 18. března 2018    | Nejlepší sci-fi/fantasy film                      | Wonder Woman                                                                     | nominace  |
| Filmový festival v Santa Barbaře              | 3. února 2018      | Virtuosos Award                                   | Gal Gadotová                                                                     | vítězství |
| Golden Reel Awards                            | 18. února 2018     | nejlepší skladatel                                | Wonder Woman                                                                     | nominace  |
| Golden Tomato Awards                          | 3. ledna 2018      | nejlepší film                                     | Wonder Woman                                                                     | 4. místo  |
| Golden Tomato Awards                          | 3. ledna 2018      | nejlepší komiksový film                           | Wonder Woman                                                                     | vítězství |
| Golden Trailer Awards                         | 6. června 2017     | nejlepší film                                     | Wonder Woman                                                                     | vítězství |
| Golden Trailer Awards                         | 6. června 2017     | nejlepší fantasy/dobrodružný film                 | Wonder Woman                                                                     | vítězství |
| Golden Trailer Awards                         | 6. června 2017     | nejlepší letní velko-rozpočtový filmový trailer   | Wonder Woman                                                                     | nominace  |
| Golden Trailer Awards                         | 6. června 2017     | nejlepší fantasy/dobrodružný plakát               | Wonder Woman                                                                     | nominace  |
| Golden Trailer Awards                         | 6. června 2017     | nejlepší letní velko-rozpočtový plakát            | Wonder Woman                                                                     | vítězství |
| Golden Trailer Awards                         | 31. května 2018    | nejlepší akční televizní spot                     | Wonder Woman                                                                     | nominace  |
| Golden Trailer Awards                         | 31. května 2018    | nejlepší akční plakát                             | Wonder Woman                                                                     | vítězství |
| Golden Trailer Awards                         | 31. května 2018    | nejlepší akční plakát                             | Wonder Woman                                                                     | nominace  |
| Golden Trailer Awards                         | 31. května 2018    | nejlepší billboard                                | Wonder Woman                                                                     | nominace  |
| Golden Trailer Awards                         | 31. května 2018    | nejlepší mezinárodní plakát                       | Wonder Woman                                                                     | vítězství |
| Golden Trailer Awards                         | 31. května 2018    | nejlepší titulky                                  | Wonder Woman                                                                     | nominace  |
| Golden Trailer Awards                         | 31. května 2018    | nejlepší letní velko-rozpočtový plakát            | Wonder Woman                                                                     | nominace  |
| Hollywood Music in Media Awards               | 16. listopadu 2017 | nejlepší skladatel: sci-fi/fantasy/hororový film  | Rupert Gregson-Williams                                                          | nominace  |
| Hugo Awards                                   | 19. srpna 2018     | nejlepší dramatická prezentace                    | Wonder Woman                                                                     | vítězství |
| IndieWire Critics Poll                        | 19. prosince 2016  | nejočekávanější film roku 2017                    | Wonder Woman                                                                     | 9. místo  |
| MTV Movie & TV Awards                         | 18. června 2018    | Nejlepší souboj                                   | Gal Gadotová a němečtí vojáci                                                    | vítězství |
| MTV Movie & TV Awards                         | 18. června 2018    | Nejlepší hrdina                                   | Gal Gadotová                                                                     | nominace  |
| MTV Movie & TV Awards                         | 18. června 2018    | Nejlepší film                                     | Wonder Woman                                                                     | nominace  |
| Nickelodeon Kids' Choice Awards               | 24. března 2018    | Nejlepší film                                     | Wonder Woman                                                                     | nominace  |
| Nickelodeon Kids' Choice Awards               | 24. března 2018    | Nejlepší herečka v hlavní roli                    | Gal Gadotová                                                                     | nominace  |
| National Board of Review                      | 9. ledna 2018      | Spotlight Award                                   | Wonder Woman, Patty Jenkins a Gal Gadotová                                       | vítězství |
| North Texas Film Critics Association          | 12. ledna 2018     | Nejlepší režie                                    | Patty Jenkins                                                                    | nominace  |
| North Texas Film Critics Association          | 12. ledna 2018     | Nejlepší herečka v hlavní roli                    | Gal Gadotová                                                                     | nominace  |
| North Texas Film Critics Association          | 12. ledna 2018     | Nejlepší kamera                                   | Matthew Jensen                                                                   | nominace  |
| Mezinárodní filmový festival v Palm Springs   | 2. ledna 2018      | Stoupající hvězda - herečka                       | Gal Gadotová                                                                     | vítězství |
| Phoenix Film Critics Society                  | 19. prosince 2017  | Nejlepší kostýmy                                  | Lindy Hemming                                                                    | nominace  |
| Phoenix Film Critics Society                  | 19. prosince 2017  | Nejlepší vizuální efekty                          | Wonder Woman                                                                     | nominace  |
| Producers Guild of America Awards             | 20. ledna 2018     | Nejlepší film                                     | Wonder Woman                                                                     | nominace  |
| Publicists Guild Awards                       | 2. března 2018     | Nejlepší film                                     | Wonder Woman                                                                     | nominace  |
| Satellite Awards                              | 10. února 2018     | Nejlepší adaptovaný scénář                        | Jason Fuchs a Allan Heinberg                                                     | nominace  |
| Satellite Awards                              | 10. února 2018     | Nejlepší vizuální efekty                          | Wonder Woman                                                                     | nominace  |
| Screen Actors Guild Award                     | 21. ledna 2018     | Nejlepší výkon kaskaderského souboru ve filmu     | Wonder Woman                                                                     | vítězství |
| Teen Choice Awards                            | 13. srpna 2017     | Nejlepší akční film                               | Wonder Woman                                                                     | vítězství |
| Teen Choice Awards                            | 13. srpna 2017     | Nejlepší herec v akčním filmu                     | Chris Pine                                                                       | vítězství |
| Teen Choice Awards                            | 13. srpna 2017     | Nejlepší herečka v akčním filmu                   | Gal Gadotová                                                                     | vítězství |
| Teen Choice Awards                            | 13. srpna 2017     | Nejlepší filmový pár                              | Gal Gadotová a Chris Pine                                                        | nominace  |
| Teen Choice Awards                            | 13. srpna 2017     | Nejlepší polibek                                  | Gal Gadotová a Chris Pine                                                        | nominace  |
| Teen Choice Awards                            | 13. srpna 2017     | Nejlepší letní film                               | Wonder Woman                                                                     | nominace  |
| Teen Choice Awards                            | 13. srpna 2017     | Nejlepší letní filmový herec                      | Chris Pine                                                                       | nominace  |
| Teen Choice Awards                            | 13. srpna 2017     | Nejlepší letní filmová herečka                    | Gal Gadotová                                                                     | nominace  |
| USC Scripter Awards                           | 10. února 2018     | Nejlepší adaptovaný scénář                        | Allan Heinberg a William Moulton Marston                                         | nominace  |
| Washington D.C. Area Film Critics Association | 8. prosince 2017   | Nejlepší výprava                                  | Aline Bonetto a Anna Lynch-Robinson                                              | nominace  |
| Women Film Critics Circle                     | 17. prosince 2017  | Nejlepší obsazení                                 | Wonder Woman                                                                     | nominace  |
| Women Film Critics Circle                     | 17. prosince 2017  | Nejlepší superhrdinka                             | Wonder Woman                                                                     | vítězství |
| Women Film Critics Circle                     | 17. prosince 2017  | Nejlepší zobrazení rovnosti pohlaví               | Wonder Woman                                                                     | nominace  |